# Fan Idole
Fan Idole (9 janvier 1993 - 24 juin 2021) est un cheval de course. Elle fut la jument trotteur la plus rapide du monde des années 2000 avec une réduction kilométrique de 1'09"8.

## Carrière de courses
Originaire du Sud-Ouest de la France, entraînée et drivée par son co-éleveur Richard-William Denéchère, l'un des professionnels les plus reconnus de la région, où il a remporté quelque 3 000 courses, Fan Idole se fait un nom en province avant de se frotter aux meilleurs à Vincennes sur le tard. Si c'est l'année de ses 7 ans qu'elle éclot véritablement, la jument avait déjà prouvé son niveau en se plaçant dans le Critérium des 4 ans. Mais c'est lors des joutes internationales que sa carrière prend une tout autre dimension. Son plus haut fait d'armes est sa victoire contre le phénomène italien Varenne, le jour où celui-ci faisait ses adieux à la compétition, dans le Trot mondial de Montréal en 2002. Le champion italien l'avait devancée l'année précédente à l'arrivée du Prix d'Amérique. Son élégance en piste et ses origines lui valurent le surnom de « ballerine du Sud-Ouest ».

### Palmarès
France
- Prix de l'Atlantique (Gr.1, 2000, 2002)
- Prix de France (Gr.1, 2002)
- Prix de Belgique (Gr.2, 2001)
- Prix de Bretagne (Gr.2, 2000)

- 2e Prix d'Amérique (Gr.1, 2001)
- 2e Grand critérium de vitesse de la Côte d'Azur (Gr.1, 2002)
- 2e Prix de l'Atlantique (Gr.1, 2001)
- 2e Grand Prix du Sud-Ouest (Gr.2, 2003)
- 3e Prix de France (Gr.1, 2001)
- 3e Critérium des 4 ans (Gr.1, 1997)
- 3e Prix de Bourgogne (Gr.2, 2000, 2001)
- 3e Prix du Bourbonnais (Gr.2, 2000)
- 3e Grand Prix du Sud-Ouest (Gr.2, 2000, 2001)
- 3e Finale de la Coupe du Monde de Trot (Gr.2, 2002)

 Italie
- 2e Grand Prix des Nations (Gr.1, 2002)
- 3e Grand Prix de la Loterie (Gr.1, 2001)

 Suède
- 3e Elitloppet (Gr.1, 2000)

 Canada
- Trot mondial (2002)

## Au haras
En 2024, Esperanza Idole, fille de Quido du Goutier et Fan Idole, remporte le Prix de Cornulier, la plus grande course de trot monté en France. 

## Origines
| Origines de Fan Idole | Origines de Fan Idole | Origines de Fan Idole | Origines de Fan Idole |
| --------------------- | --------------------- | --------------------- | --------------------- |
| Père Le Ham           | Beauséjour II         | Kerjacques            | Quinio                |
| Père Le Ham           | Beauséjour II         | Kerjacques            | Arlette III           |
| Père Le Ham           | Beauséjour II         | Magicienne            | Banco III             |
| Père Le Ham           | Beauséjour II         | Magicienne            | Villette              |
| Père Le Ham           | Franceville           | Quel Bonheur JV       | Ferrante M            |
| Père Le Ham           | Franceville           | Quel Bonheur JV       | Sfax                  |
| Père Le Ham           | Franceville           | Drouaise              | Ogaden                |
| Père Le Ham           | Franceville           | Drouaise              | Patricia              |
| Mère Ton Idole        | Vasco                 | Fandango              | Loudéac               |
| Mère Ton Idole        | Vasco                 | Fandango              | Tombelaine            |
| Mère Ton Idole        | Vasco                 | Kyrielle              | Quiroga II            |
| Mère Ton Idole        | Vasco                 | Kyrielle              | Elide                 |
| Mère Ton Idole        | Idole Pettevinière    | Quito                 | Carioca II            |
| Mère Ton Idole        | Idole Pettevinière    | Quito                 | Arlette III           |
| Mère Ton Idole        | Idole Pettevinière    | La Pettevinière F     | Tamberlan             |
| Mère Ton Idole        | Idole Pettevinière    | La Pettevinière F     | Nuit de mai           |